# Sunderberg (Freren)

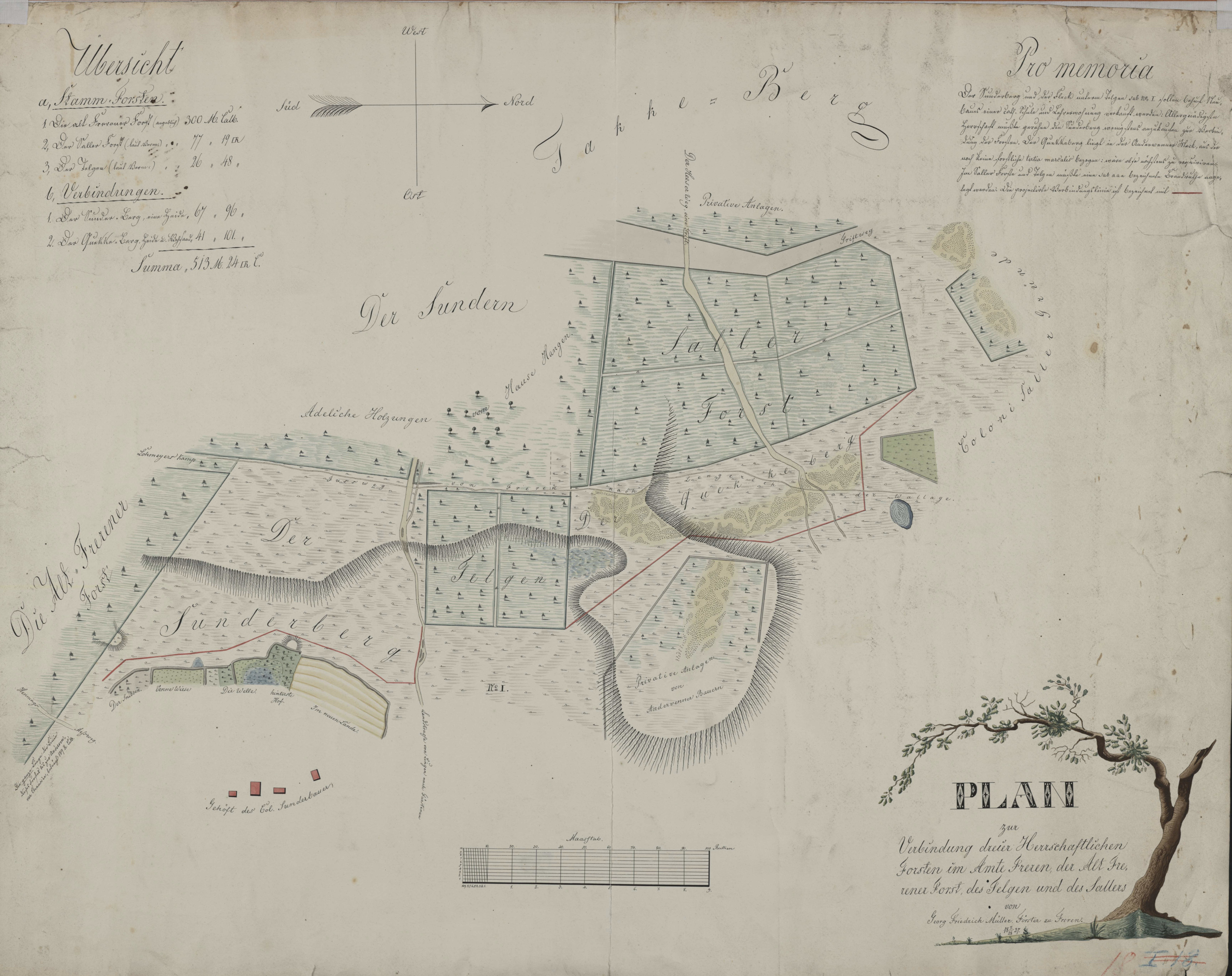
Sunderberg im Forstrevier Freren (Forstkarte von 1827)

Der Sunderberg ist eine Erhebung nordöstlich von Freren, am Rande des Alt-Frerener Forstes. Seine Höhe liegt zwischen durchschnittlich 51 m ü. NHN bis maximal 64 m ü. NHN. Das Gelände ist seit Jahrhunderten in Privatbesitz und wird überwiegend landwirtschaftlich genutzt.

## Lage
Der Sunderberg befindet sich in der Frerener Bauernschaft Ostwie, abseits vom eigentlichen Ortskern Freren (Landkreis Emsland). Es ist ein hügeliger Ausläufer der Lingener Höhen, geprägt von den Endmoränen der Eiszeiten. Diese Erhebung ist eine natürliche Wasserscheide zwischen den Flüssen Hase und Große Aa, beide sind Nebenflüsse der Ems.

## Herkunft des Namens
Die Bezeichnung Sunderberg ist vermutlich mit der frühen Besiedlung verbunden. Die erste nachweisbare Ansiedlung auf dem Sunderberg erfolgte im 16. Jahrhundert und ist in Die Beschrivinge der Niedergrafschaft Lingen. Ein landesherrliches Einkünfteverzeichnis aus den Jahren 1555 bis 1592 von Hans Taubken dokumentiert. Dort wird der Halberbe Berent Sunder erwähnt, dem König eigenbehörig, der den sogenannten Sunder Kotten mit einer Ackerfläche von circa 4,5 ha bewirtschaftete, angesiedelt in Freren, Bauernschaft Ostwie. Die geografische Bezeichnung Sunderberg ist auf diese Bewohner zurückzuführen. Gegen Ende des 19. Jahrhunderts gehörte das Colonat auf dem Sunderberg laut Grundakte des Königlichen Amtsgerichts Freren „Grundbuch Freren, Band 3, Grundbuchblatt 13/16“ zum Colon Hermann Gerhard Sunder. Am 8. Februar 1888 erfolgte auf Anordnung des Königlichen Amtsgerichtes Freren die Zwangsversteigerung des circa 28,5 ha großen Gehöftes und der Verkauf an den Colon Gerhard Meiners.

## Forstkarte
In einer historischen Forstkarte des Jahres 1827 ist der „Sunderberg“, die Lage des „Gehöfts des Col. Sunderbauers“ und die Gemarkung „Der Sundern“ erkennbar. Es war vermutlich die Blütezeit dieses Colonats Sunder am Sunderberg.

## Meiners Quelle
Am Sunderberg entspringt auch Meiners Quelle, die vom Bauern Meiners, dem Nachfolger des Colonats Sunder, zu einem Teich aufgestaut wurde. Das Wasser wird über den Sundergraben zum Andervenner Graben abgeführt, der bei Gut Hange in die Deeper Aa mündet, die dann wiederum in die Große Aa fließt. Vor einigen Jahren ist die Quelle allerdings versiegt und der Teich ist mittlerweile fast vollständig verlandet.

## Holländerweg

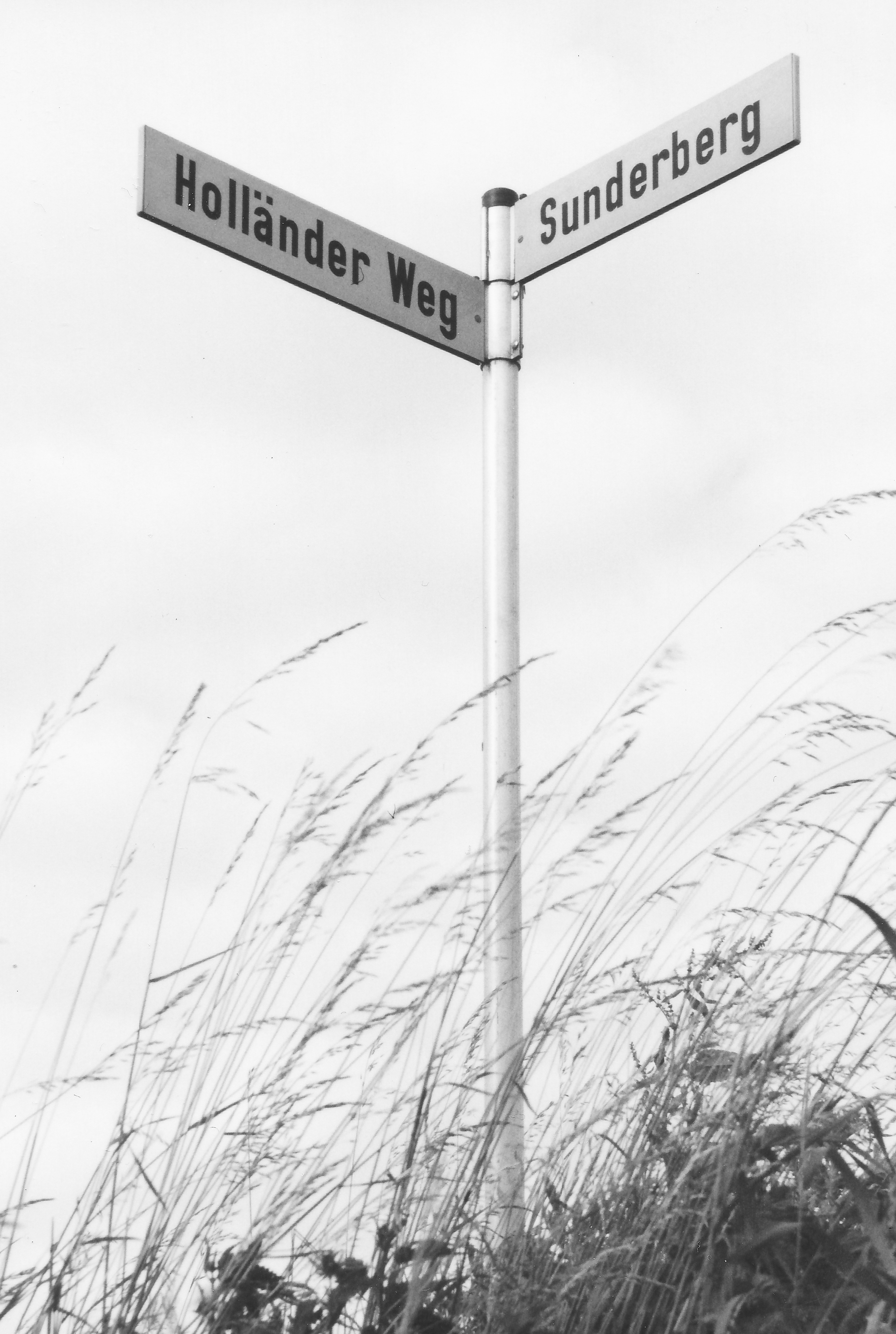
Wegweiser am Sunderberg

Nördlich des Sunderbergs verläuft der Holländerweg. Die Wegbenennung erinnert an die Hollandgänger des 17. bis 19. Jahrhunderts. Ihr Fußmarsch in das Nachbarland Niederlande führte am Sunderberg vorbei. In unmittelbarer Nähe des Holländerweges liegt der „Holländer Pütt“. Dort gab es in den vergangenen Jahrhunderten eine ergiebige Wasserquelle, an der die Hollandgänger auf ihrem Weg gerastet haben.